# Martha Hyer
Martha Hyer (Texas, 10 de agosto de 1924 — Santa Fé, 31 de maio de 2014) foi uma atriz norte-americana.